# Enicognathus
Enicognathus é um género de papagaio da família Psittacidae.
Este género contém as seguintes espécies:
- Enicognathus leptorhynchus, Periquito-delgado-faturado;
- Enicognathus ferrugineus, Periquito-austral.